# Schouwvegersstraat
De Schouwvegersstraat is een straat in het West-Bruggekwartier van Brugge.

## Beschrijving
Deze straat heette eertijds
- het Nieuwe land bi der Lane;
- 't Verbrande Nieuwland by der Lane.

De toevoeging 'bi der Lane' was duidelijk om onderscheid te maken met het Verbrand Nieuwland bij de Molenmeers.
Pas in het begin van de 19de eeuw begon men van Schouwvagersstraat te spreken. Iedereen blijft het antwoord op het waarom schuldig.
De Schouwvegersstraat (zoals thans wordt geschreven) loopt van de Mortierstraat (een klein strookje langs gene kant van de Hoefijzerlaan) naar de Guido Gezellelaan.

## Literatuur

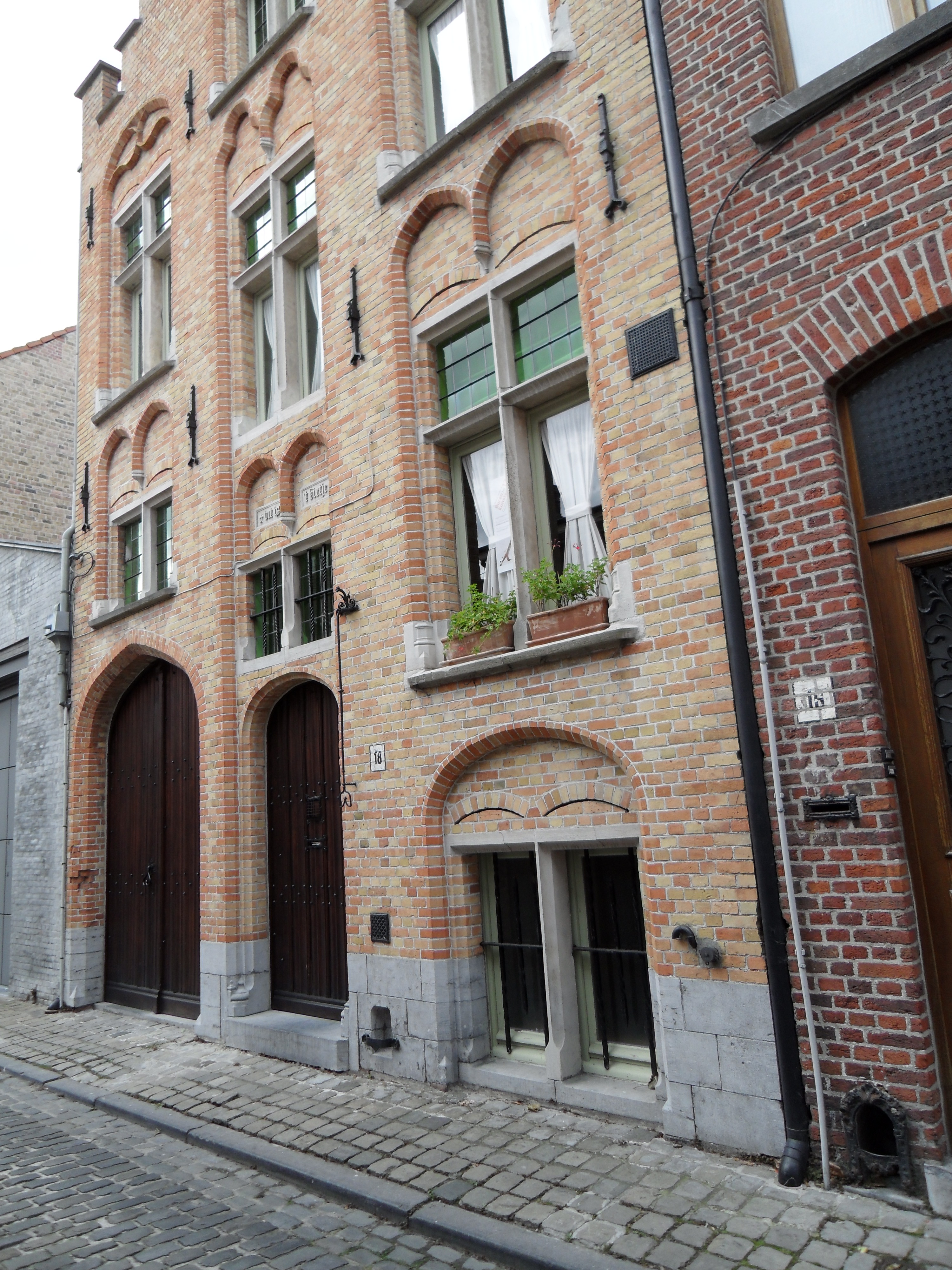
Een gerestaureerd huis in de Schouwvegersstraat